# Verapamil
Verapamil, được bán dưới nhiều tên thương mại khác nhau, là một loại thuốc dùng để điều trị huyết áp cao, đau thắt ngực (đau ngực do không đủ lưu lượng máu đến tim) và nhịp tim nhanh trên thất. Chúng cũng có thể được sử dụng để phòng ngừa đau nửa đầu và đau đầu cụm. Thuốc có thể được đưa vào cơ thể qua đường miệng hoặc tiêm vào tĩnh mạch.
Các tác dụng phụ thường gặp bao gồm nhức đầu, huyết áp thấp, buồn nôn và táo bón. Các tác dụng phụ khác bao gồm phản ứng dị ứng và đau cơ bắp. Chúng không được khuyến cáo ở những người có nhịp tim chậm hoặc suy tim. Thuốc được cho là sẽ gây ra vấn đề cho em bé nếu được sử dụng trong khi mang thai.  Đây là một chất nằm trong nhóm thuốc ức chế kênh calci không dihydropyridine.
Verapamil đã được chấp thuận cho sử dụng y tế tại Hoa Kỳ vào năm 1981. Nó nằm trong danh sách các thuốc thiết yếu của Tổ chức Y tế Thế giới, tức là nhóm các loại thuốc hiệu quả và an toàn nhất cần thiết trong một hệ thống y tế. Verapamil có sẵn dưới dạng thuốc gốc. Chi phí bán buôn ở các nước đang phát triển là khoảng 1,71 đến 2,70 USD mỗi tháng. Tại Hoa Kỳ một tháng điều trị có giá từ 25 đến 50 USD. Công thức có hiệu quả lâu dài cũng tồn tại.